# Белая башня (Царское Село)

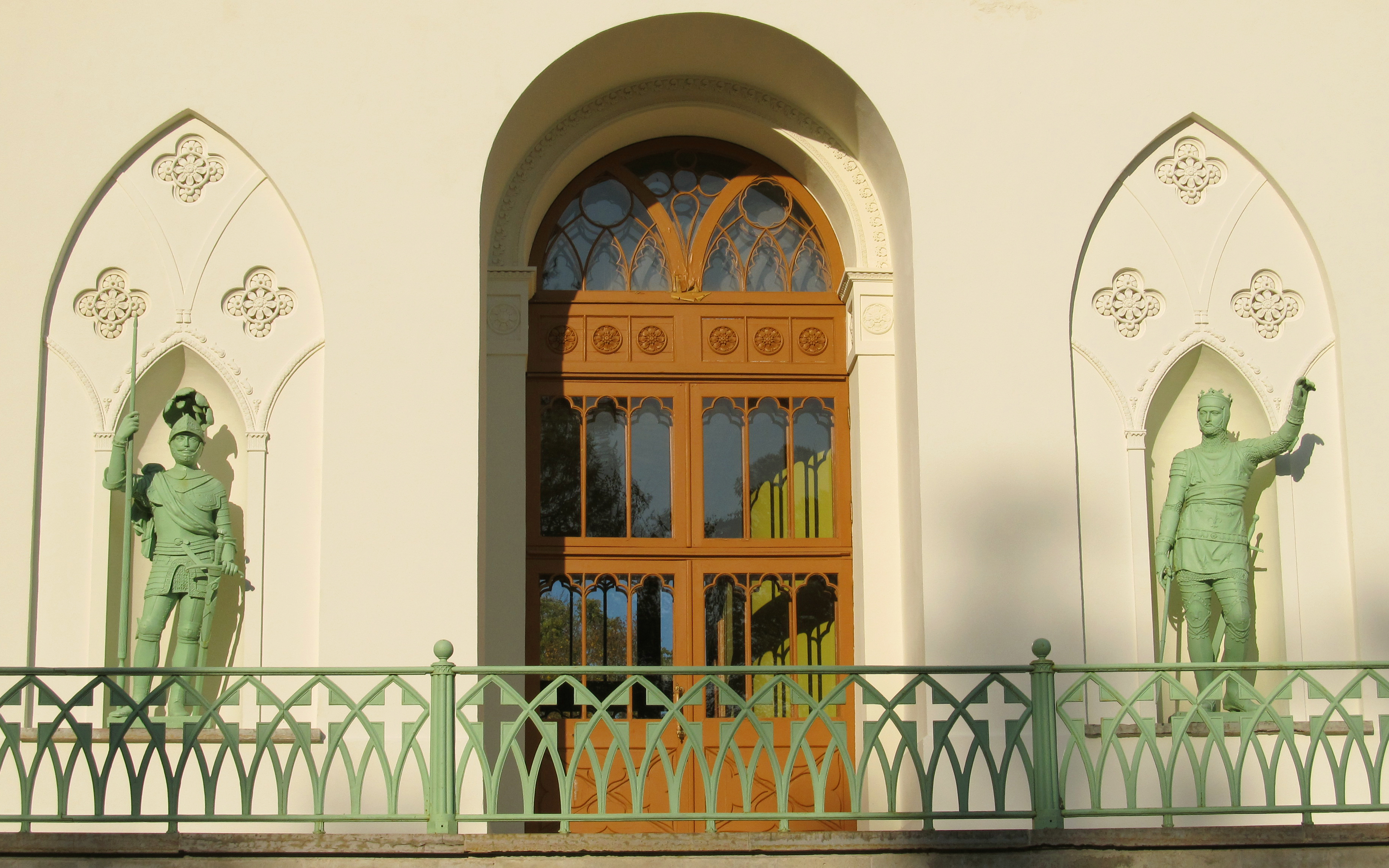
Главный вход

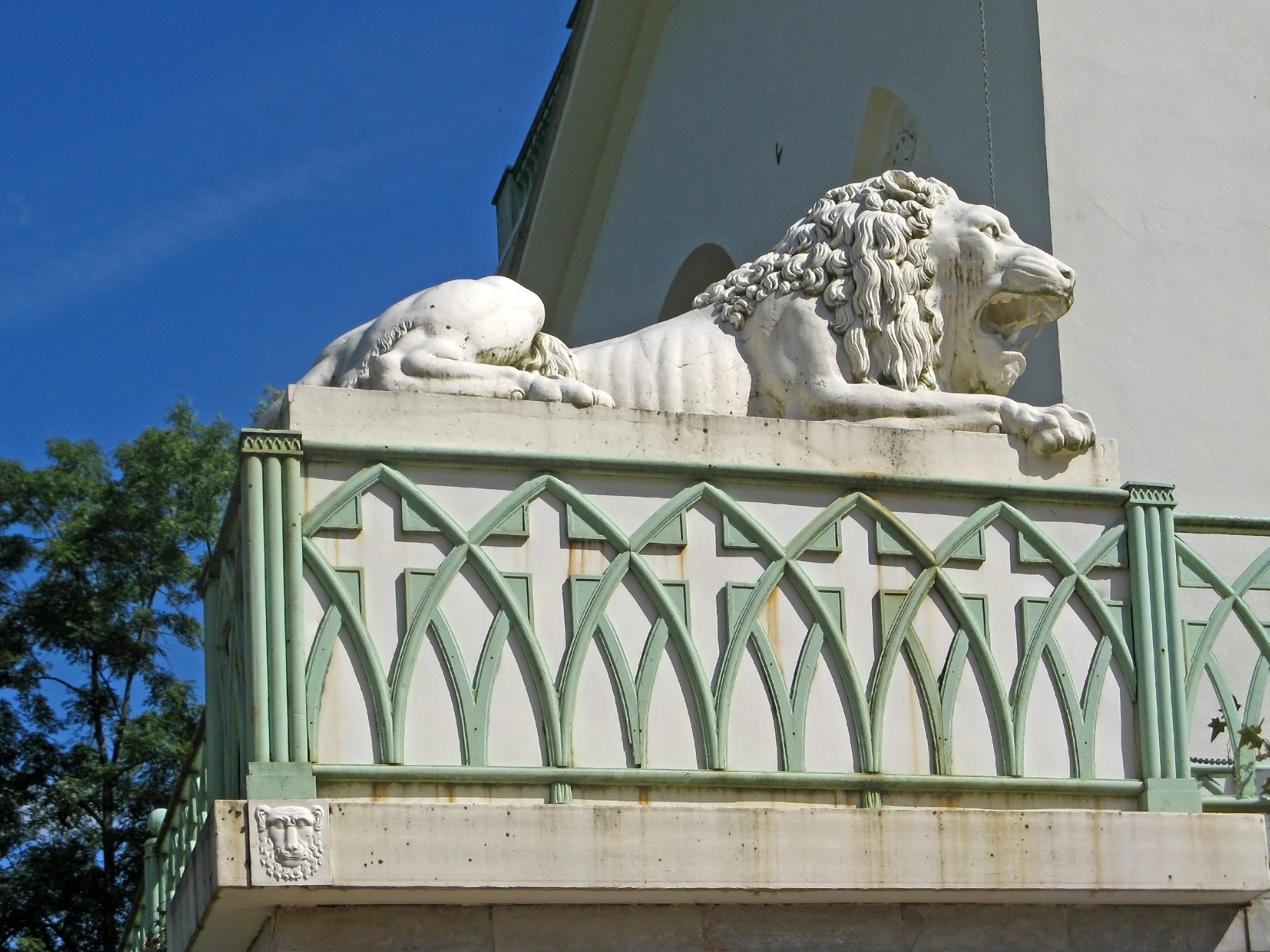
Лев на террасе

Белая башня — памятник архитектуры. Расположен в Александровском парке, в пейзажной части, к северо-западу от дворца.
На месте башни ранее располагался павильон-люстгауз в Зверинце, огороженной территории, предназначавшейся для охоты. Башня была построена в 1821—1827 годах по проекту А. Менеласа. Она выполнена в неоготическом стиле для военных и гимнастических занятий сыновей императора Николая I — Александра, Николая, Михаила и Константина, была окрашена в белый цвет (отсюда название). Вокруг башни был создан садик, огороженный чугунной решёткой. Башня членилась на три поднимавшихся ступенями яруса. Первый этаж, кубический массив, стоял на квадратной в плане террасе, его украшали высокие арочные проёмы и арка главного входа, по бокам которой стояли ниши с чугунными статуями витязей и рыцарей (четыре рыцаря, четыре витязя,). Третий ярус был высоким, четырёхгранным, с редкими оконными проёмами и зубчатым парапетом. Всего у башни пять этажей, каждый из уступов был украшен решёткой, по углам террасы стояли каменные львы. Рыцари и витязи для украшения башни были отлиты на Александровском заводе по моделям В. И. Демут-Малиновского, львы — по моделям К. Ландини.
Внутренние помещения соединяла винтовая лестница, доходившая до верхней площадки башни, с которой открывался отличный вид на окрестности и город вдалеке. К основным помещениям здания относились столовая (на первом этаже), гостиная (на втором) и кабинет (третий этаж), все они были также оформлены в готическом стиле и расписаны В. Додоновым и И. Бернаскони; в частности, на стенах гостиной были изображены средневековые рыцари, бьющиеся с мусульманами. Росписи также выполняли Д.-Б. Скотти и В. Брандуков, заказ на мебель выполнили братья Гамбс, паркеты набрал М. Знаменский. На верхнем этаже башни находилась мастерская художника А. И. Зауервейда, преподававшего великим князьям живопись.
Верхние ярусы Белой башни были разрушены артиллерийским огнём в Великую Отечественную войну, нижняя часть сохранялась полуразрушенной; в 1980-е годы отмечалось, что находящиеся рядом Ворота-руина выглядят значительно лучше сохранившейся постройкой.
Башню начали воссоздавать в 1980-х годах, проекты восстановления были разработаны в 1990-х годах (архитектор А. А. Кедринский), башня была открыта после реставрации 10 октября 2012 года. Павильон используется как интерактивный детский музей. После реставрации винтовую лестницу заменили на маршевую согласно современным требованиям техники безопасности; в целом интерьеры восстановлены «по мотивам» исходного сооружения из-за нехватки изображений внутреннего вида сооружения (всего три исторических снимка), из-за выделения пространства для деревянной лестницы на металлических косоурах изначальные размеры внутренних помещений оказались нарушены.
Полная высота башни — 37,8 метров, после восстановления она стала высотной доминантой царскосельских парков. В ансамбль башни входят Ворота-руины с караулками, декоративный Руинный мост и восточный бастион Зверинца.